# Emilio Gómez Piñol
Emilio Gómez Piñol (Sevilla, 5 de abril de 1940-Sevilla, 16 de enero de 2025) fue un historiador del arte y catedrático universitario español, especialista en arte renacentista e hispanoamericano, así como contemporáneo.

## Biografía
Gómez Piñol se licenció en Filosofía y Letras, sección Historia, en la Universidad de Sevilla en 1962 con Premio Nacional Fin de Carrera, y obtuvo el doctorado en la misma universidad cuatro años después, con Premio Extraordinario de Doctorado y Premio de Investigación «Antonio de Nebrija» del CSIC. De 1963 a 1965 fue profesor ayudante de la universidad hispalense, adjunto interino después, ganó en 1966 por oposición la plaza de profesor de Arte Hispanoamericano, y en 1968 la de agregado de Arte Moderno y Contemporáneo en la Universidad de Murcia. Allí obtuvo la cátedra de Historia General del Arte en 1969 para trasladarse definitivamente de vuelta a Sevilla en 1973 como catedrático de Arte Hispanoamericano. En el ámbito académico, además de impartir clases en las licenciaturas y grados correspondientes, fue Decano de la Facultad de Filosofía y Letras de la Universidad de Murcia (1975-79) y de Geografía e Historia (1979-83).
Participó en la difusión del arte español del Renacimiento dentro del programa de la universidad hispalense con otras universidades estadounidenses (Cornell, Míchigan y Pensilvania), en conferencias y cursos sobre arte y restauración, en especial en Latinoamérica, bien a través de proyectos del Ministerio de Asuntos Exteriores español, bien en colaboración con los programas de difusión de organizaciones internacionales como la UNESCO o la Organización de Estados Americanos (OEA), (Guatemala, Universidad Autónoma de México, Nicaragua o Perú). Además fue comisario de varias exposiciones nacionales como la celebrada sobre Francisco Salzillo en 1973, o de la sección de «Escultura y Retablo» en la del centenario de Bartolomé Esteban Murillo (1983-84). Asimismo fue director de las III Jornadas de Historia artística militar (1993) y de la Historia de la Escultura sevillana (2007) entre otras.
Como investigador publicó con asiduidad artículos en revistas especializadas y colaboraciones en obras colectivas, así como varios libros, entre los que se reseñan Jacobo Florentino y la obra de talla de la Sacristía de la Catedral de Murcia (1970), Las artes plásticas en Centroamérica y el Caribe (Akal, 1991), La Iglesia Colegial del Salvador: arte y sociedad en Sevilla (siglos XIII al XIX) (2000) o Ruptura vanguardista, desintegración y nostalgia del arte (2005).
Fue académico numerario de la Real Academia de Bellas Artes de Santa Isabel de Hungría desde 1982 y correspondiente de la Real de San Fernando de Madrid y de la de Alfonso X el Sabio de Murcia desde 1991.